# Леминг
{{Taxobox
| name = Леминг
| image = Tunturisopuli Lemmus Lemmus.jpg
| image_width = 205px
| image_caption = 
| regnum = 
| phylum = 
| classis = 
| ordo = 
| familia = 
| subfamilia = 
| tribus = 
| subdivision_ranks = Родови
| subdivision =
-{Dicrostonyx

Lemmus

Synaptomys

Myopus
}-
}}
Леминг (лат. Lemmini) је назив за групу родова (то јест племе) ситних глодара, који обично живе у поларним подручјима у близини Арктика у биому тундра. Спадају у породицу хрчкова (лат. Cricetidae).

## Изглед и навике
Тежина леминга варира између 30 до 110 грама, а дугачки су од 7 до 15 центиметара. Најчешће имају дуг, кратак и мекани реп. Хране се највише лишћем, травом, али и корењем. Ако је потребно, могу јести и ларве.
Леминзи не падају у зимски сан у току зиме. Они током тог хладног периода остају активни, копајући кроз снег тражећи траву коју после складиште.
Исто као и хрчак, чува се као кућни љубимац.